# 小松優一
小松 優一（こまつ ゆういち、1985年4月26日-）は千葉県船橋市出身のシンガーソングライター。
2021年からは「声松優一」（読み同じ）名義で活動。

## 来歴
2005年、島村楽器「HOT LINE 2005 Japan Final」にて全国2,500組の中からグランプリ受賞。
2006年、徳間インディーズより限定シングル「星でも眺めよう」をリリースし1,000枚が即日完売。要望が多かったため追加プレスするも即日完売。
2007年、徳間ジャパンコミュニケーションズより1st Maxi「星でも眺めよう/Flower〜君という名の花〜」をリリースし、メジャー・デビュー。2nd Maxi「風の始まり」（映画『天使のいた屋上』主題歌）をリリース。インターネット音楽祭にてFM岩手賞を受賞。品川ステラボールにて行われた授賞式イベントに出席。翌年上映を予定されている映画『ポストマン』の主演・製作総指揮の長嶋一茂よりサプライズでお祝いのコメントVTRが届き、終始恐縮していたと後にSNSで語っている。
2008年、3rd Maxi「Together」（映画「ポストマン」主題歌）、1st Album「HAVE A NICE DAY」をリリース。STVラジオ、bayfm等でラジオパーソナリティとしても活動。また東京ドームにてプロ野球試合前の国歌独唱も行う。全国各地でのイベント出演やライブ等、精力的に活動。その後、自らを見つめ直すために制作活動に専念。2010年、約2年の充電期間を経て、「優一」として再始動。4th maxi「君だから」をリリース。
2011年、アルバム「WHITE ALBUM I」をリリース。ボイストレーナーとしての活動を開始。後にアイドルユニットasfiに美木優希奈、橘琴以を輩出。
2013年、アンリアルプロジェクトのディレクターに就任（2015年に同団体を脱退）。KANのバックコーラスとして参加。ソロ活動のみならず、ボイストレーナーの他にもプロ・アマ問わず楽曲提供、プロデュース等の依頼を受けクリエイターとしても活動を始める。
2014年、勝手に応援ソングユニットカリフォルニア軽音楽部としての活動を開始。第一弾勝手に応援ソングとして船橋とふなっしーに向けて制作した「梨汁ブシャッシャッシャー」が、ふなっしーに公認されインターネット上で話題になる。地元千葉県船橋市にて、市民ミュージカル劇団『ゆにぃ〜く&ぴぃ〜す』の音楽総監督を務める。
2015年、地元である千葉県船橋市を活動拠点に、2人組ユニットLast Noteを結成。船橋市が主催する巨大音楽イベント、ふなばしミュージックストリートの実行委員長を務める。松浦晃久と共に『松浦堂』を立ち上げ、アンバサダーを務める。
2016年、IKEA Tokyo bay10周年記念イベントをプロデュース。ふなばしアンデルセン公園20周年記念イベントをプロデュース。
2021年には「声松優一」名義に改名。音楽・動画クリエイターとして「あなたの声に耳を澄ませる」、シンガーソングライターや講演家として「声に乗せて届ける」といった思いを込めたものとした。

## その他
ご当地アイドルからメジャーアイドル、シンガーソングライター、ダンスボーカルユニット、シンガーなど数多くの専属ボイストレーナーを務めるが、本人曰く“専属をしているアーティストが一流だから自分も一流のボイストレーナーだという勘違いをしたくない”と過去に本人のSNSで公言していて、誰の専属をしているかは公に発表していない。また、“一人一人にちゃんと目を向けたい”という理由から、営業活動等はせず紹介でのみ生徒を受け付け、更に面接を実施しているとSNSで明かしている。指導中の厳しさには賛否両論があること、あまりの厳しさに関係者が驚くこともあると過去に同SNSで明かしている。

## ディスコグラフィー

### シングル
- 星でも眺めよう（2006年9月13日）トクマインディーズ
  - 星でも眺めよう / Flower〜君という名の花〜（2007年6月6日）
- 風の始まり（2007年11月21日）映画「天使のいた屋上」主題歌
- Together（2008年2月27日）映画「ポストマン」主題歌
- 君だから（2010年9月22日）エクセプションレーベル

### アルバム
- HAVE A NICE DAY（2008年4月9日）

### ラジオ
- 小松優一の優しさ流星群（STVラジオ）
- You's Time（bayfm）
- 花ラジちば（NHK千葉）